# Gilberto Bonalumi
Gilberto Bonalumi (Bergamo, 29 marzo 1941) è un politico e giornalista italiano.

## Biografia
Attivo negli ambienti cattolici bergamaschi nel periodo compreso tra gli anni sessanta e settanta, si avvicina alla politica ricoprendo il ruolo di delegato giovanile della Democrazia Cristiana dal 1967 al 1971. 
Alle elezioni politiche in Italia del 1972 viene candidato nel collegio di Brescia, venendo eletto per la prima volta. Riconfermato nelle successive tornate elettorali del 1976 (valide per la VII legislatura), del 1979 (VIII legislatura) e del 1983 (VIII legislatura), ricopre numerosi ruoli all'interno delle commissioni parlamentari.
Eletto senatore il 14 giugno 1987 nel collegio di Treviglio, viene nominato sottosegretario di Stato per gli affari esteri nei governi Goria e De Mita.
In seguito alla sua mancata candidatura per le elezioni del 1992, si dedica al giornalismo e all'attività in associazioni no profit impegnate a favorire i rapporti internazionali tra l'Italia e l'America Latina. Nel 1993 viene nominato presidente dell'Istituto IPALMO (Istituto per le relazioni tra l'Italia, i paesi dell'Africa, America Latina e Medio Oriente), fondato a Roma nel 1972 per dotare l'Italia di uno strumento di studio e di relazioni con le nuove realtà emergenti del Terzo Mondo. Bonalumi ne è presidente dal 1993 fino al 2001 e contemporaneamente è direttore responsabile del periodico dell'Istituto, "Politica Internazionale". 
Nel 2002 la Camera di Commercio di Milano e la Regione Lombardia danno vita alla RIAL: Rete Italia America Latina  per favorire i rapporti istituzionali ed economici fra la Lombardia e il suo sistema imprenditoriale e l’America Latina sui principali aspetti dello sviluppo territoriale e ne affidano la responsabilità a Gilberto Bonalumi come segretario generale. La RIAL ha organizzato grandi eventi come l’Assemblea annuale della Banca interamericana di sviluppo (BID o IDB), svoltasi a Milano nel marzo 2003 con la partecipazione di capi di Stato e ministri della Regione e di oltre 4000 delegati; le prime due Conferenze Nazionali Italia – America Latina e Caraibi nel 2003 e nel 2005, e insieme al Ministero degli Esteri la quinta Conferenza Italia America Latina (svoltasi a Milano nell'ottobre 2009). 
Dal 2012 collabora con l'ISPI (Istituto per gli studi di politica internazionale) di Milano come senior advisor.